# 앙골라 국립은행
앙골라 국립은행(포르투갈어: Banco Nacional de Angola)은 앙골라의 중앙은행이다. 국유기업이며 앙골라 정부가 유일한 주주로서 있다. 수도 루안다에 본사를 두고 있으며, 1926년에 설립되었다.

## 역사
1864년, 포르투갈의 모든 해외 영토에 대한 발권 은행으로서 대서양은행이 포르투갈 수도 리스본에 설립되었다. 이듬해 포르투갈 제국의 앙골라를 포함한 여러 곳에 지점을 열었다. 1926년, 포르투갈은 앙골라를 위한 별도의 발권 은행인 앙골라은행을 창설하였다.

## 같이 보기
- 앙골라 콴자
- 아프리카의 경제